# کی میدونه فردا چی میشه؟
کی میدونه فردا چی میشه؟ (به هندی: Kal Kissne Dekha) فیلمی محصول سال ۲۰۰۹ و به کارگردانی ویوک شارما است. در این فیلم بازیگرانی همچون جکی بگنانی، وایشالی دسای، ریشی کاپور، نصرت باروچا، آرچانا پوران سینگ، ساتیش شاه، ریتیش دشموک، راهول دو، وراجش هیجری، فریده جلال، سانجی دات، جوهی چاولا، آکشی کاپور و راجپال یاداو ایفای نقش کرده‌اند.